# Chua Tchuo
Chua Tchuo (190, Po-čou-268) byl čínský starověký lékař. Je považován za vynálezce anestézie, kterou prováděl za pomoci nápoje maj-fen-san, obsahujícího hašiš a akonitin, který získával z oměje a chvojníku čínského (Ephedra sinica). Za pomoci takto získaného anestetika prováděl již ve 3. století trepanace lebky, laparotomii (otevření břicha), splenektomii (odstranění sleziny) či anastomózu (napojení) střev. Krom chirurgie se zabýval také vodoléčbou a fyzioterapií - známá je jeho soustava cvičení "pět zvířat" (tygr, jelen, medvěd, opice, pták). Biografické údaje jsou u Chua Tchua nejisté, pravděpodobně byl v závěru života lékařem krále Cchao Cchaa, který ho prý nechal uvěznit a popravit poté, co mu Chua Tchuo jako řešení bolestí hlavy místo tradiční akupunktury nabídl trepanaci lebky a král se obával, že ho chce takto zabít. Jeho metody narážely i na odpor tradičních konfuciánů, kteří je chápali jako neúctu k tělu a řada jeho spisů tak byla po jeho smrti zničena.